# Zenargomyia moorei
Zenargomyia moorei är en tvåvingeart som beskrevs av Crosskey 1964. Zenargomyia moorei ingår i släktet Zenargomyia och familjen parasitflugor. Inga underarter finns listade i Catalogue of Life.